# تيرغان (زنغلانلو)
تيرغان (بالفارسية: تیرگان) هي قرية تقع في إيران في خراسان رضوي. يقدر عدد سكانها بـ 1,398 نسمة .